# Походження гірських порід
Похо́дження гірськи́х порі́д, генезис гірськи́х порі́д (грец. γενεσις — походження) — геологічний термін, що визначає процеси виникнення геологічних утворень, порід, родовищ корисних копалин тощо.
Встановлення генезису має основне значення для розуміння природи геологічних тіл, встановлення найраціональнішого напрямку пошуків корисних копалин, розробки теорії геологічних процесів, наприклад, процесів вуглеутворення, рудоутворення і т.і.

## Окремі види гірських порід за походженням
- Магматичні:

- інтрузивні
- гіпабісальні
- ефузивні
- Пірокласти

- Метаморфічні гірські породи:

- регіонального метаморфізму
- контактового метаморфізму

- Осадові гірські породи:

- теригенні

- алювіальні
- пролювіальні
- делювіальні
- елювіальні
- гляціальні

- органогенні

- рифогенні
- каустобіолітові

- хемогенні

- евапорити

- техногенні